# Büro gegen Amts- und Verbandswillkür
Das Büro gegen Amts- und Verbandswillkür des Migros-Genossenschafts-Bundes war eine 1956 von Gottlieb Duttweiler gegründete bzw. von Werner Schmid aufgebaute Schweizer Ombudsman-Instanz, die dazu diente, Menschen zu helfen, „die unter die Räder der Justiz oder der Verwaltung geraten waren“. Das Büro behandelte auf privater Basis Fälle, bei denen sämtliche Rechtsmittel erschöpft waren, oft mit Erfolg. Finanziert wurde sie von der Migros-Genossenschafts-Stiftung. Besonders die zweite Leiterin des Büros, Gertrud Heinzelmann, verschaffte dem Büro durch brisante Fälle deutschschweizweite Bekanntheit in den späten 1960er sowie in den 1970er Jahren. Mit dem Rücktritt Heinzelmanns 1976 löste der Migros-Genossenschafts-Bund das Büro auf. Das Büro befand sich an der Limmatstrasse 152 in Zürich.

## Leitung Schmid 1956–1963
Gottlieb Duttweiler berief 1956 einen seiner größten Kritiker, den Journalisten und Politiker Werner Schmid in den Vorstand des von ihm neu gegründeten Büros gegen Amts- und Verbandswillkür:

„Jahrelang hat sich Werner Schmid mit dem Migros-Gründer öffentlich herumgestritten. Eines Tages aber schlossen die beiden Frieden und setzten grosszügig einen Strich unter alle Fehden der Vergangenheit. 1956 trat Schmid als Lehrer zurück und leitete das von der Migros eingerichtete «Büro gegen Amts- und Verbandswillkür». Mit Feuereifer nahm er sich bedrängter Menschen an und verhalf ihnen gegen Behördenwillkür zu ihrem Recht – ein schweizerischer Ombudsmann auf privater Grundlage“

Schmid schrieb zu seiner Arbeit:

„Die Idee, ein «Büro gegen Amts- und Verbandswillkür» zu schaffen, stammt von Herrn Duttweiler. Er bat mich, es zu übernehmen, nachdem ein dafür vorgesehener Jurist abgesagt hatte. Ich sagte zu. Man räumte mir ein kleines, hübsches Büro ein und überliess mich meinem Schicksal. Wie sollte ich nun der Amts- und Verbandswillkür inne werden? Wie sie entdecken? Nun, man gab mir einige kleine Aktenbündel. Ich fand darin Klagen sogenannter kleiner Leute, die in irgend einer Weise unter die Räder gekommen waren und sich an «Dutti» um Hilfe wandten. […]“

Und: „An Kunden fehlte es mir nie. Ich war froh, in meinem Mitarbeiter Karl Gasser auch grad noch einen gesetzeskundigen Berater zu bekommen.“
Schmid leitete das Büro bis zu seiner Pension 1963.

## Leitung Heinzelmann 1963–1976
Mitte Oktober 1963 übernahm die Frauenrechtlerin Gertrud Heinzelmann die Leitung des Büros gegen Amts- und Verbandswillkür. Die „Stellung als erste Ombudsfrau der Schweiz“ wurde

„finanziert durch den Lebensmittelgroßverteiler Migros-Genossenschafts-Bund und ist eine der Ideen des Migros-Gründers und Politikers Gottlieb Duttweiler. Die Ombudsstelle ist in der ganzen Deutschschweiz bekannt unter dem Namen «Büro gegen Amts- und Verbandswillkür». Gratis erteilt [Heinzelmann] jedermann Rechtsberatung, reicht Beschwerden ein und geht vor Gericht, wenn Amtspersonen oder Staatsbeamte ihre Macht missbrauchten, willkürlich Gesetze und Vorschriften auslegten. Im Vorzimmer wartet stets eine bunt zusammengewürfelte Klientel […]. Dank ihrem Amt verfügt sie erstmals über publizistische Möglichkeiten, die sie zuvor in diesem Umfang nicht hatte. Damit ihre Ombudsstelle im Gespräch bleibt und von überall Rechtsfälle zugetragen bekommt, führt sie einen Pressedienst, der die Tageszeitungen mit kostenlosen Artikeln über ihre aktuellen Fälle beliefert. […] Für die Behörden ist Gertrud Heinzelmann eine unbequeme Gegnerin […]“

Walter Biel, der als Chefredaktor der Duttweiler-eigenen Zeitung Die Tat half, brisante Fälle publik zu machen, kritisierte, dass Heinzelmann in ihrer formalistischen und akribischen Vorgehensweise „beinahe etwas Selbstgerechtes“. Ein Regierungsrat befand intern: „Die Auffassung Dr. Heinzelmann ist reines Wunschdenken einer in den Wolken schwebenden Frauenrechtlerin und Männerstaat-Hasserin.“
Als Leiterin des Büros brachte Heinzelmann unter anderem den Fall Meier 19 1967 ins Rollen. Meier 19 wurde „wegen Verletzung des Amtsgeheimnisses angeklagt, weil er dem Büro gegen Amts- und Verbandswillkür Akten […] übergeben hatte.“ „In Zürichs grösster Polizei- und Justizaffäre verteidigt [Heinzelmann] den Detektivwachtmeister Kurt Meier, polizeiintern Meier 19 genannt, der im städtischen Polizeikorps Korruption festgestellt und den Chef der Kriminalpolizei des Diebstahls beschuldigt hatte“.
1976 musste Gertrud Heinzelmann altershalber zurücktreten, und der Migros-Genossenschafts-Bund löste das Büro gegen Amts- und Verbandswillkür auf.